# 맷 라이나트

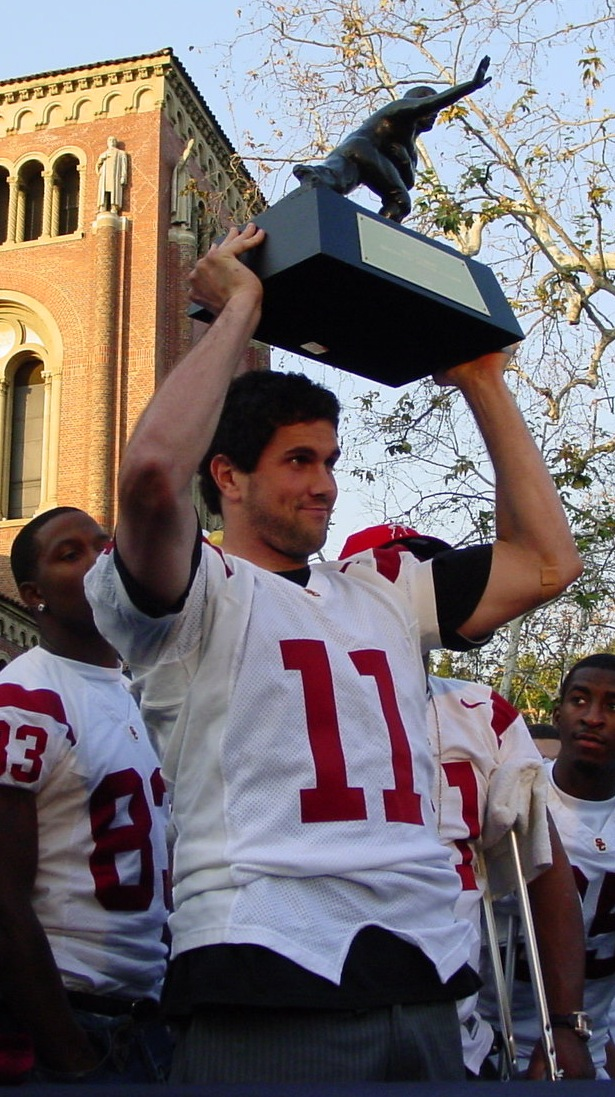
맷 라이나트

맷 라이나트(영어: Matt Leinart, 1983년 5월 11일 ~ )은 미국의 미식축구 선수이다. 7시즌 동안 내셔널 풋볼 리그(National Football League, NFL)에서 뛰었던 미국의 전직 축구 쿼터백이다. 그는 USC 트로잔스에서 대학 미식축구 선수로 활약하여 하이스먼 트로피를 획득하고 주니어 시절 팀을 무패 시즌으로 이끌었다. 2006년 NFL 드래프트에서 애리조나 카디널스에 의해 전체 10위에 선정된 라이나트는 주로 사계절 동안 커트 워너의 백업 역할을 했다. 그는 마지막 세 시즌을 휴스턴 텍선스와 오클랜드 레이더스의 백업 역할로 보냈다. 레이나트는 2017년에 대학 축구 명예의 전당에 입성했다.